# هات بلاست

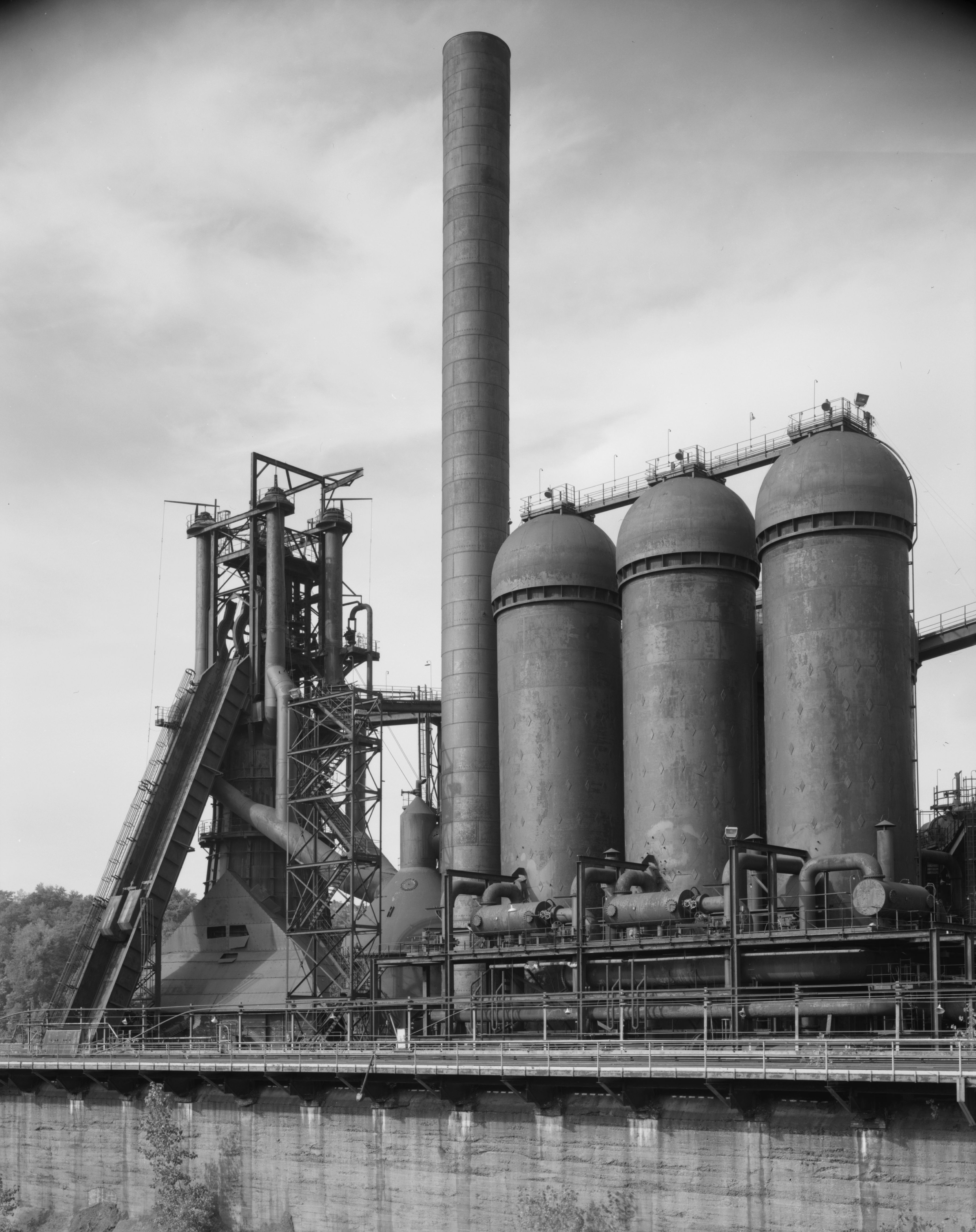
نمونه ای از یک سیستم هات بلاست

هات بلاست (به انگلیسی: Hot blast) گونه‌ای از پیش‌گرم‌کن هوا می‌باشد که جهت گرم کردن هوای ورودی به کوره بلند در استخراج فلزات یا در سایر فرایندهای متالورژی به کار می‌رود. از آنجا که استفاده از این پیش‌گرم‌کن میزان سوخت مصرفی را به میزان قابل توجهی کاهش می‌دهد، هات بلاست یکی از مهمترین فناوری‌های توسعه یافته در طول انقلاب صنعتی بود. فناوری هات بلاست همچنین باعث افزایش دمای کوره می‌شود که این امر ظرفیت کوره‌ها را افزایش می‌دهد. این دستگاه نخستین بار توسط جیمز نیلسون در سال ۱۸۲۸ در یک کوره استخراج آهن در اسکاتلند به کار گرفته شد، اما بعدها در سایر زمینه‌ها از جمله کوره آهن خالص نیز به کار برده شد.
برای اولین بار، این فرایند با ذخیره متناوب گرما از گاز خروجی دودکش کوره در مجرایی پوشیده شده با آجر نسوز و شامل محفظه‌های متعدد، و سپس دمیدن هوای احتراق از طریق محفظه گرم کار می‌کرد. بعداً مونوکسیدکربن موجود در گاز دودکش سوزانده شد تا گرمای بیشتری ایجاد کند.

## تاریخچه

### اختراع و گسترش

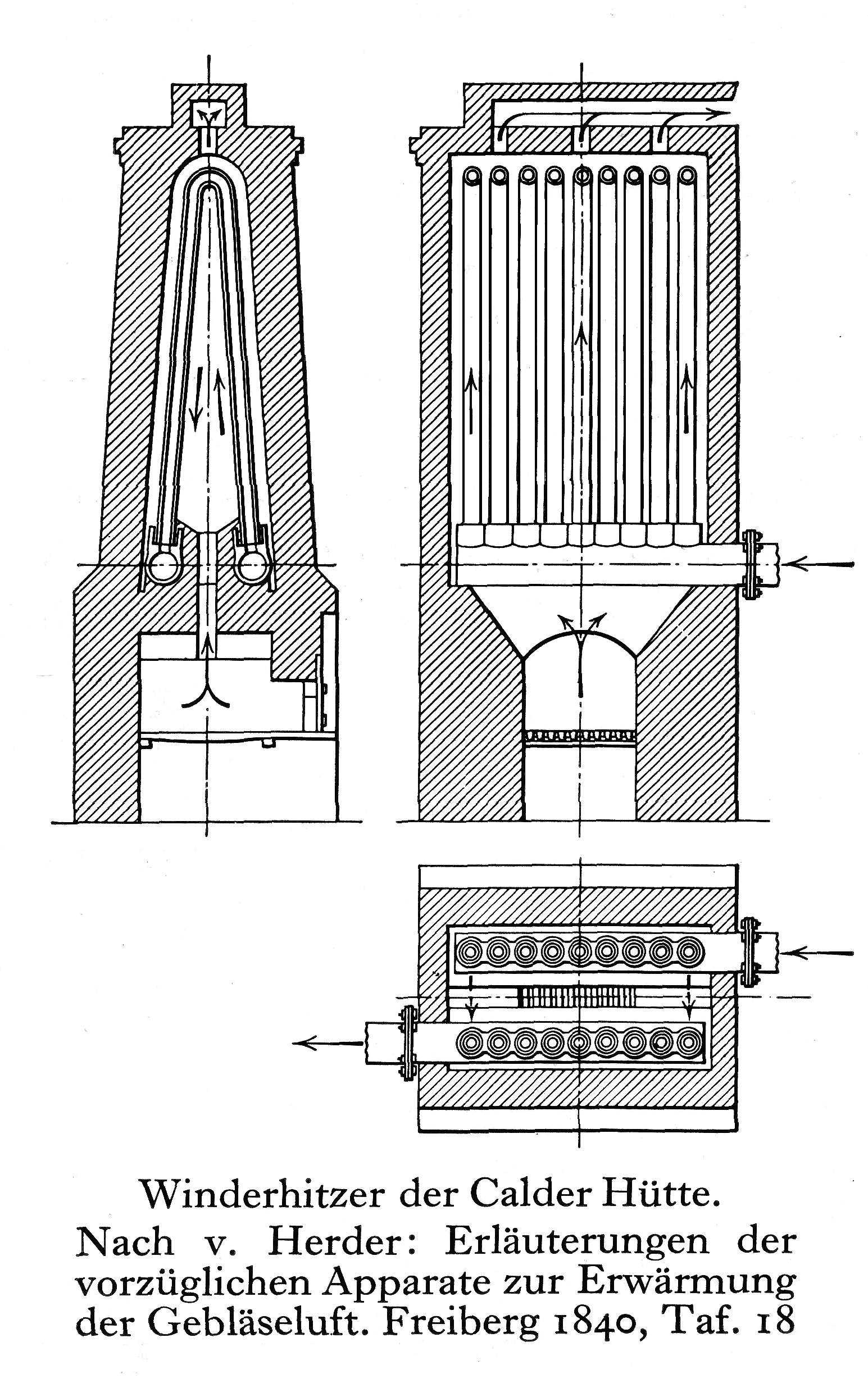
تصویر شماتیک کوره هات بلاست اولیه که توسط نیلسون ابداع شد

جیمز نیلسون، که سرپرست سابق شرکت گازی گلاسگو بود، اولین سیستم پیش گرم‌کن انفجار برای کوره آهن اختراع کرد. وی دریافت که با افزایش دمای هوای ورودی تا ۳۰۰ درجه فارنهایت، می‌تواند مصرف سوخت را از ۸٫۰۶ تن ذغال سنگ به ۵٫۱۶ تن زغال سنگ به ازای هر تن آهن تولید شده کاهش دهد یا حتی با افزایش دما این مقدار سوخت را نیز کمتر کند. وی، با شرکایی از جمله چارلز مکینتاش، این دستگاه را در سال ۱۸۲۸ ثبت اختراع کرد. در ابتدا مجرای گرمایش از صفحات آهن فرفورژه ساخته می‌شدند، اما این مواد به مرور زمان اکسید می‌شدند، از این رو او یک ظرف چدنی را جایگزین صفحات آهنی کرد.

بر اساس یک ثبت اختراع در ژانویه ۱۸۲۸ ، توماس باتفیلد ادعا کرد که او مخترع فرایند هات بلاست است، این امر باعث شد تا نیلسون و شرکایش درگیر اختلافات ثبت حق امتیاز شوند، اما در نهایت نیلسون برنده‌ی دعوی حق ثبت اختراع شد و امروزه او به عنوان مخترع هات بلاست شناخته می‌شود.

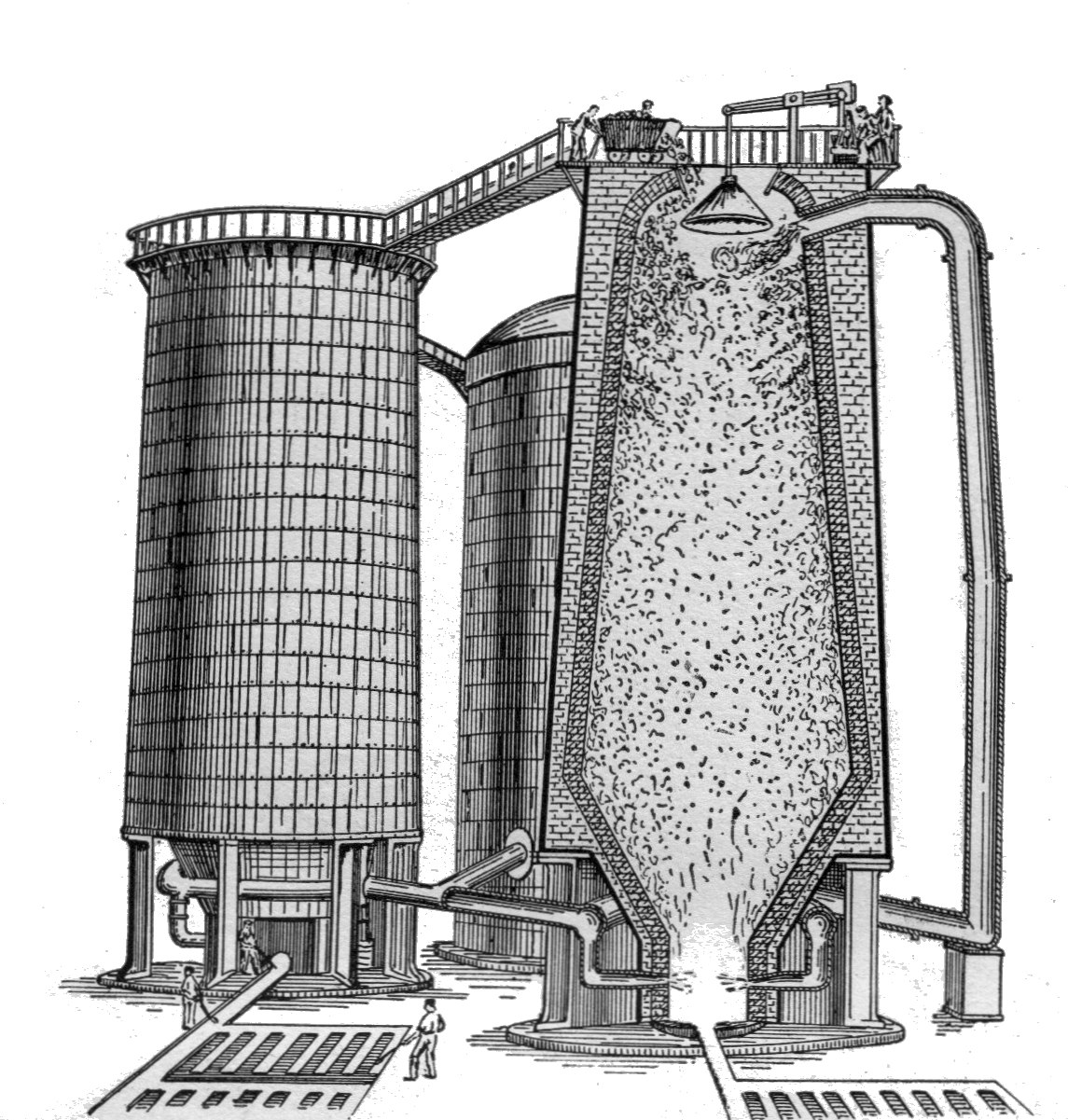
نمونه‌ای از سیستم هات بلاست که در کوره آهن مورد استفاده قرار گرفته است

گسترش این فناوری در سراسر انگلیس نسبتاً کند بود. تا سال ۱۸۴۰، تنها ۵۸ تولید کننده آهن با پرداخت هزینه حق امتیاز به مبلغ ۳۰۰۰۰ پوند در سال ، مجوز استفاده از این فناوری را گرفته‌بودند. تا زمان انقضای پرونده ثبت اختراع، ۸۰ مجوز برای تولید گرفته‌شد. در سال ۱۸۴۳، درست پس از انقضای پرونده ،۴۲ كوره از ۸۰ كوره در جنوب استافوردشایر از هات بلاست استفاده می‌كردند و روند تبدیل کوره‎‌ها در جنوب ولز نیز حتی كندتر بود.
از دیگر مزایای هات بلاست این بود که اجازه می‌داد به جای کک از زغال سنگ خام استفاده شود. این امر سبب شد در اسکاتلند، ذوب سنگ آهن نسبتاً ضعیفی موسوم به "بلک بند" سودآوری مناسبی داشته باشد. همچنین این فناوری باعث افزایش میزان تولید روزانه کوره ها شد. برای مثال میزان تولید کارخانه‌های آهن آلات کالدر در اسکاتلند از ۵.۶ تن در روز در سال ۱۸۲۸ به ۸.۲ تن در سال ۱۸۳۳ افزایش یافت، که باعث شد اسکاتلند کم هزینه ترین منطقه تولید فولاد در انگلیس در دهه ۱۸۳۰ باشد.
کوره‌های هات بلاست اولیه مشکلات زیادی داشتند، زیرا انبساط و انقباض ناشی از حرارت کوره می‌توانست باعث شکستگی لوله ها شود. با ایجاد غلتک‌هایی برای نگهداری این لوله‌ها تا حدودی این مشکل برطرف شد. همچنین لازم بود که روش‌های جدیدی برای اتصال لوله های احتراق به نازل ورودی کوره طراحی شود، زیرا دیگر استفاده از چرم عملی نبود.
سرانجام از این فناوری در مبدل‌های حرارتی از نوع احیاکننده(regenerative heat exchangers)، مانند کوره کوپر (که هوای  ورودی به کوره را با حرارت ناشی از گاز دودکش گرم می کند و در کوره‌های مدرن کاربرد دارد) و یا در کوره بلند روباز (برای ساخت فولاد) مانند فرآیند زیمنس-مارتین به کار گرفته شد.
به طور مستقل، جورج کرین و دیوید توماس از ولز در سال ۱۸۳۶ ایده مشابهی را پیش بردند و کرین تقاضای ثبت این اختراع را در انگلستان ارائه کرد. آن دو با استفاده از این فرایند جدید، در ۵ فوریه ۱۸۳۷ شروع به تولید آهن کردند. بعد ها کرین حق ثبت اختراع دیگری را خرید که اجازه‌ی کنترل استفاده از این فرایند را هم در ایالات متحده و هم در انگلستان به او می‌داد. در حالی که کرین در ولز مانده بود، توماس به عنوان نماینده‌ی یک شرکت زغال سنگ به ایالات متحده رفت و شرکت تولید آهن خود را در امریکا بنا نهاد.

### آنتراسیت در تولید آهن
در فرایند هات بلاست می‌توان از آنتراسیت در ذوب آهن استفاده کرد. آنتراسیت نوعی زغال سخت، سیاه و براقی است که مرغوبترین کیفیت را دارد. در همین حال در هات بلاست امکان استفاده از زغال سنگ با کیفیت پایین نیز هست زیرا نیاز به سوخت کمتر که از طریق این فرایند حاصل می‌شود به معنای نسبت کمتری گوگرد و خاکستر تولید شده است.
در زمان اختراع فرآیند ، زغال کک با بازده مناسب فقط در انگلیس و آلمان غربی به مقدار کافی در دسترس بود، بنابراین کوره های آهنی در ایالات متحده از زغال استفاده می کردند. این بدان معنا بود که هر کوره آهن برای تولید زغال چوب مورد نیاز خود به زمین‌های وسیع جنگلی احتیاج دارد و به پس از مدتی با قطع تمامی درخت‌های جنگل‌های اطراف کوره آهن، تولید آن متوقف می‌شود. تلاش برای استفاده از آنتراسیت به عنوان سوخت در کوره‌ها نیز با شکست مواجه شد، زیرا زغال سنگ در برابر احتراق در شرایط معمولی(بدون هات بلاست) مقاومت می کند.در سال ۱۸۳۱، دکتر فردریک گسنهاینر استفاده از هات بلاست و آنتراسیت برای ذوب آهن را به عنوان اختراع در ایالات متحده به ثبت رساند. وی در سال ۱۸۳۶ مقدار کمی آهن آنتراسیت را با استفاده از این روش در کوره آهنی در پنسیلوانیا امریکا تولید کرد، اما به دلیل بیماری و مرگ وی در سال ۱۸۳۸، او نتوانست این فرآیند را به تولید در مقیاس بزرگ تبدیل کند.
آنتراسیت پس از جنگ‌های داخلی در ایالات متحده با کک جایگزین شد. این امر به خاطر آن صورت گرفت که کک متخلخل‌تر بود و قادر به تحمل بارهای سنگین‌تر در کوره های بسیار بزرگ اواخر قرن نوزدهم بود.

## فولاد
امروزه تقریباً تمامی فولاد جهان از طریق ذوب آهن به روش‌های مختلف به دست می‌آید. برای تولید فولاد در این فناوری، دمای هات بلاست بسته به طراحی و شرایط کوره ذوب می تواند از ۹۰۰ درجه سانتیگراد تا ۱۳۰۰ درجه سانتیگراد باشد (۱۶۰۰ درجه فارنهایت تا ۲۳۰۰ درجه فارنهایت). دمایی که ذوب در آن صورت می‌گیرد، ممکن است یه ۲۰۰۰ درجه سانتیگراد تا ۲۳۰۰ درجه سانتیگراد (۳۶۰۰ درجه فارنهایت تا ۴۲۰۰ درجه فارنهایت) نیز افزایش یابد. روغن، گاز طبیعی، پودر زغال سنگ و اکسیژن نیز می توانند به کوره از طریق نازل ورودی (نزدیک پایه) تزریق شوند تا با کک ترکیب شده و انرژی اضافی آزاد کنند که امری لازم برای افزایش بهره وری تولید است. 